# Монс Мег
Монс Мег је топ који је намењен за бомбардовање, тренутно се налази у Шкотској у Замку Единбург. Постоји неколико верзија о његовом настанку, али се из рачуна Војводе од Бургундије закључује да направљен по његовој наруџбини 1449. године, и да је 8 година касније са другом артиљеријском опремом послат као поклон Џејмсу II од Шкотске.
Топ је направио Војводски Артиљерац Џин Кембер, и успешно га је тестирао у Белгији у месту званом Монс у јуну 1449. Међутим топ није испоручен војводи чак до 1453. Топ је касније послат у Шкотску када га је војвода послао као помоћ у борби против Енглеске.

## Карактеристике
Топ је калибра 56 cm, ђулад коју је избацивао су тежиле по 180 kg, могао је да испали само 8-10 ђулади на дан због велике температуре коју је производила количина барута која је била потребна за пуњење.
Иако се приликом паљбе стварала велика експлозија, величина Монс Мега га је спашавала од тога да се оштети (у неким случајевима и истопи).